# Kim Jonggil
Kim Jonggil (hangul: 김영길, RR: Kim Yung-Kil; 1944. január 29. –) észak-koreai válogatott labdarúgó.
Az észak-koreai válogatott tagjaként részt vett az 1966-os világbajnokságon.